# 多明戈·圣马里亚
多明戈·圣马里亚·冈萨雷斯（西班牙語：Domingo Santa María González，西班牙語發音：[doˈmiŋgo ˈsanta maˈɾi.a]；1825年8月4日—1889年7月18日），智利政治人物。1881年—1886年任智利总统。

## 生平
圣马里亚出生在智利圣地亚哥，读完国立学院后他进入智利大学，1847年毕业后成为一个律师。不久之后他进入司法部工作，并逐步升为市长。与此同时，他加入了一个反对保守党的自由党俱乐部，任社会公共秩序(Sociedad del Orden)秘书。
23岁时，圣马里亚成为了科尔查瓜的地方行政长官，积极反对保守党操纵选举。两年后，他的上司要求他辞职，但被拒绝。他加入了自由党，反对曼努埃尔·蒙特总统，积极参与1851年的革命。1858年，他当选为众议院议员，一年后，他因1859年革命失败而被迫流亡欧洲。回国后，他开始疏远政治，在圣地亚哥上诉法院任职律师。
钦查群岛战争期间，他成为崇美主义的领军人物，他的文章使他成为公众人物。战争结束后，他回归政治，成为众议院议员和副议长，1879年3月，他当选为参议员。硝石战争(又称太平洋战争)爆发后，他被任命为外交部长，不久改任内政部长。1881年当选总统。他执政期间，继续硝石战争，攻占利马，迫使秘鲁签署安孔条约(Treaty of Ancon，1883年10月29日)，结束战争。1884年他也与玻利维亚签订和平条约，该条约后成为1904年的和平条约的基础。国内方面，他主要是与天主教会的力量作斗争。他强迫国会通过民事婚姻、公民注册中心和公共墓地的法律，而这些在以前由教堂掌握。他的行为导致了与罗马的外交关系紧张。
他集中铁路国有控股，就职时连通了圣地亚哥和康塞普西翁的第一个电话，并介绍了智利第一个公共电气照明。
1886年任期结束后，他的门生和政治继承人何塞·曼努埃尔·巴尔马塞达成为总统，自己担任参议院主席，1889年7月18日死于心脏病。